# Aleksandr Vladímirovitx Prókhorov
Aleksandr Vladimirovitx Prókhorov (rus: Александр Владимирович Прохоров) (Brest, 18 de juny, 1946 - Moscou, 7 de gener, 2005) fou un futbolista i entrenador soviètic, de Belarús.

## Palmarès
- Lliga soviètica de futbol: 1971.
- Porter soviètic de l'any: 1974, 1975.

## Carrera internacional
Prókhorov debutà amb la selecció de la Unió Soviètica el 20 de març de 1976 en un partit amistós davant Argentina. Disputà els quarts de final de l'Eurocopa 1976 (no es classificà per la fase final) i fou medalla de bronze als Jocs Olímpics del mateix any.